# Livø
Livø is een Deens eiland in de Limfjord in het noorden van Jutland ten noordoosten van het eiland Fur en behoort tot de gemeente Vesthimmerland. Het eiland heeft een oppervlakte van 3,31 km² en telt 7 inwoners. Livø beschikt over een haventje, en is daarom ook bereikbaar per boot vanaf Rønbjerg Havn.
Op Livø werden tussen 1911 en 1961, circa 700 mannen gehuisvest over de jaren heen in een Keller-gesticht, het Establishment for Inappropriate Men. Vergelijkbaar met het eiland Sprogø waar vrouwen werden gehuisvest, waar castratie werd ingezet om te voorkomen dat de bewoners zich konden voortplanten.